# Villa Reynolds
Villa Reynolds es una pequeña localidad del departamento General Pedernera en la provincia de San Luis, Argentina
Se encuentra en la entrada oriental de la región de Cuyo, a pocos kilómetros del límite con la provincia de Córdoba, sobre la Ruta Nacional 7, que conecta Buenos Aires con Mendoza.
A inicios del siglo XXI Villa Reynolds se encuentra en proceso de conurbación —haciendo una «ciudad lineal»— a lo largo de la autopista y las ferrovías con Justo Daract y con Villa Mercedes (a 9 km de ésta).

## Geografía

### Clima
El clima de la localidad de Villa Reynolds es templado y semiárido.
Durante el verano, las temperaturas son calurosas en los mediodías y al comienzo de las tardes, las mañanas y tardes son agradables, y las noches templadas. En otoño y primavera, el tiempo es agradable durante el mediodía y comienzo de la tarde, durante el resto del día es fresco, y a la noche es frío. En invierno, los días son frescos y las noches frías. Promedios y temperaturas extremas del período 1961-1990 La mínima absoluta se registró el 10 de julio de 2007, y fue de -14.6 °C. La máxima absoluta se registró el 28 de diciembre de 1971, y fue de 44.1 °C.
En cuanto a las precipitaciones, la gran mayoría se concentra en verano (diciembre, enero y febrero), y el período más frío es también el más seco (junio, julio y agosto).
| Parámetros climáticos promedio de Villa Reynods Aero (1991–2020) | Parámetros climáticos promedio de Villa Reynods Aero (1991–2020) | Parámetros climáticos promedio de Villa Reynods Aero (1991–2020) | Parámetros climáticos promedio de Villa Reynods Aero (1991–2020) | Parámetros climáticos promedio de Villa Reynods Aero (1991–2020) | Parámetros climáticos promedio de Villa Reynods Aero (1991–2020) | Parámetros climáticos promedio de Villa Reynods Aero (1991–2020) | Parámetros climáticos promedio de Villa Reynods Aero (1991–2020) | Parámetros climáticos promedio de Villa Reynods Aero (1991–2020) | Parámetros climáticos promedio de Villa Reynods Aero (1991–2020) | Parámetros climáticos promedio de Villa Reynods Aero (1991–2020) | Parámetros climáticos promedio de Villa Reynods Aero (1991–2020) | Parámetros climáticos promedio de Villa Reynods Aero (1991–2020) | Parámetros climáticos promedio de Villa Reynods Aero (1991–2020) |
| Mes                                                              | Ene.                                                             | Feb.                                                             | Mar.                                                             | Abr.                                                             | May.                                                             | Jun.                                                             | Jul.                                                             | Ago.                                                             | Sep.                                                             | Oct.                                                             | Nov.                                                             | Dic.                                                             | Anual                                                            |
| ---------------------------------------------------------------- | ---------------------------------------------------------------- | ---------------------------------------------------------------- | ---------------------------------------------------------------- | ---------------------------------------------------------------- | ---------------------------------------------------------------- | ---------------------------------------------------------------- | ---------------------------------------------------------------- | ---------------------------------------------------------------- | ---------------------------------------------------------------- | ---------------------------------------------------------------- | ---------------------------------------------------------------- | ---------------------------------------------------------------- | ---------------------------------------------------------------- |
| Temp. máx. abs. (°C)                                             | 42.1                                                             | 41.0                                                             | 38.8                                                             | 35.8                                                             | 34.4                                                             | 28.4                                                             | 36.0                                                             | 37.8                                                             | 38.0                                                             | 43.0                                                             | 41.0                                                             | 41.3                                                             | 43.0                                                             |
| Temp. máx. media (°C)                                            | 31.2                                                             | 29.8                                                             | 28.0                                                             | 24.0                                                             | 20.3                                                             | 17.7                                                             | 17.1                                                             | 20.2                                                             | 22.6                                                             | 25.2                                                             | 28.1                                                             | 30.6                                                             | 24.6                                                             |
| Temp. media (°C)                                                 | 23.3                                                             | 21.6                                                             | 19.5                                                             | 15.3                                                             | 11.4                                                             | 8.0                                                              | 7.0                                                              | 9.7                                                              | 13.1                                                             | 16.9                                                             | 20.0                                                             | 22.5                                                             | 15.7                                                             |
| Temp. mín. media (°C)                                            | 15.5                                                             | 14.3                                                             | 12.6                                                             | 8.7                                                              | 4.9                                                              | 1.0                                                              | -0.3                                                             | 1.5                                                              | 4.6                                                              | 8.9                                                              | 11.9                                                             | 14.3                                                             | 8.2                                                              |
| Temp. mín. abs. (°C)                                             | 5.0                                                              | 1.8                                                              | -1.8                                                             | -5.0                                                             | -10.0                                                            | -11.2                                                            | -14.6                                                            | -13.1                                                            | -11.0                                                            | -3.4                                                             | -4.6                                                             | 0.6                                                              | -14.6                                                            |
| Precipitación total (mm)                                         | 102.8                                                            | 89.8                                                             | 96.2                                                             | 68.9                                                             | 31.7                                                             | 9.8                                                              | 10.5                                                             | 15.6                                                             | 35.4                                                             | 65.8                                                             | 92.4                                                             | 105.4                                                            | 724.6                                                            |
| Días de precipitaciones (≥ 0.1 mm)                               | 9.3                                                              | 8.4                                                              | 8.5                                                              | 6.4                                                              | 4.7                                                              | 2.6                                                              | 3.0                                                              | 3.0                                                              | 5.0                                                              | 8.6                                                              | 9.7                                                              | 10.1                                                             | 79.3                                                             |
| Humedad relativa (%)                                             | 66.9                                                             | 72.1                                                             | 75.1                                                             | 75.9                                                             | 77.4                                                             | 75.0                                                             | 70.8                                                             | 63.3                                                             | 60.9                                                             | 63.0                                                             | 62.0                                                             | 62.1                                                             | 68.7                                                             |
| Fuente: Servicio Meteorológico Nacional                          |                                                                  |                                                                  |                                                                  |                                                                  |                                                                  |                                                                  |                                                                  |                                                                  |                                                                  |                                                                  |                                                                  |                                                                  |                                                                  |

### Población
Cuenta con 647 habitantes (Indec, 2010), lo que representa un incremento del 58 % frente a los 408 habitantes (Indec, 2001) del censo anterior. Estas cifras incluyen la V Brigada Aérea.
| Gráfica de evolución demográfica de Villa Reynolds entre 1947 y 2010 |
|                                                                      |
| Fuente: censos nacionales del INDEC                                  |

## Despliegue de las Fuerzas Armadas
| Unidades de la Guarnición Aérea Villa Mercedes | Abreviatura |
| ---------------------------------------------- | ----------- |
| V Brigada Aérea                                | V BA        |
| Grupo 5 de Caza                                | G5C         |
| Grupo Base 5                                   | GB5         |
| Grupo Técnico 5                                | GT5         |